# Каракуле
Каракуле (пол. Karakule) — село в Польщі, у гміні Супрасль Білостоцького повіту Підляського воєводства.
Населення — 541 особа (2011).
У 1975-1998 роках село належало до Білостоцького воєводства.

## Демографія
Демографічна структура станом на 31 березня 2011 року:
|          | Загалом | Допрацездатний вік | Працездатний вік | Постпрацездатний вік |
| -------- | ------- | ------------------ | ---------------- | -------------------- |
| Чоловіки | 261     | 52                 | 174              | 35                   |
| Жінки    | 280     | 62                 | 141              | 77                   |
| Разом    | 541     | 114                | 315              | 112                  |